# Dennis Quaid
Dennis William Quaid (Houston, 9 de abril de 1954) es un actor estadounidense. Es conocido por sus papeles protagónicos en cine y televisión. El periódico británico The Guardian lo nombró uno de los mejores actores que nunca recibió una nominación al Premio de la Academia.
Quaid es conocido por sus papeles protagónicos en Breaking Away (1979), The Right Stuff (1983), The Big Easy (1986), Innerspace (1987), Great Balls of Fire! (1989), Dragonheart (1996), The Parent Trap (1998), Frequency (2000), The Rookie (2002), The Day After Tomorrow (2004), In Good Company (2004), Yours, Mine & Ours (2005), y Vantage Point (2008). Recibió una nominación al Globo de Oro por su papel en Far from Heaven (2002).
Quaid también actuó en Jaws 3-D (1983), Come See the Paradise (1990), Any Given Sunday (1999), Traffic (2000), American Dreamz (2006), Footloose (2011), Playing for Keeps (2012), Truth (2015), Midway (2019), y Strange World (2022). Interpretó al presidente Bill Clinton en la película de HBO The Special Relationship (2010), por la que obtuvo nominaciones a un premio Primetime Emmy, un premio Globo de Oro y un premio Screen Actors Guild.

## Biografía
Nació en Houston, Texas, Estados Unidos el 9 de abril de 1954.  Hijo de un electricista, William Quaid, y de una agente inmobiliaria, Nita Quaid. Acudió a la "Bellaire High School" en Bellaire, Texas. Estudió arte dramático en el colegio y en el instituto, pero decidió dejar sus estudios y mudarse a Los Ángeles, California, con el fin de empezar una carrera en el cine. Su hermano mayor, Randy Quaid, ya era un conocido actor sin embargo, Dennis, tuvo dificultades en sus inicios para poder encontrar trabajo.

## Trayectoria profesional
Tras una serie de pequeños trabajos en cine y televisión uno de los primeros papeles relevantes de Quaid en cine fue con la comedia dramática Breaking Away (1979). Luego su trabajo fue constante, participó junto a su hermano Randy Quaid, los hermanos Carradine y los hermanos Keach en el western The Long Riders (1980) y  junto a Ringo Starr en la comedia Caveman (1981), entre otros filmes, donde trabajó con actores de la talla de Gene Hackman, Barbra Streisand o Mickey Rooney. Posteriormente vendrían producciones como Tiburón 3 (1983) o la aclamada The Right Stuff (1983), junto a Ed Harris y Scott Glenn, cinta que fue candidata al Óscar a la mejor película.
En 1984 protagonizó con Max Von Sydow el thriller Dreamscape y al año siguiente protagonizaría el filme de ciencia ficción Enemigo mío junto a Louis Gossett Jr. (1985). Dos años después compartió cartel con Meg Ryan y Martin Short en otra aventura de ciencia ficción mezclada con comedia Innerspace de (1987). También en 1987 estrenó el drama judicial Suspect al lado de Cher y Liam Neeson y además The Big Easy un drama criminal junto a Ellen Barkin. Después actuó en Muerto al llegar, un remake del filme de suspenso de 1950, trabajando de nuevo con su futura pareja Meg Ryan. Para 1989 interpretó la vida del famoso cantante Jerry Lee Lewis en Great Balls of Fire! junto a Winona Ryder.
En 1991 protagoniza el drama bélico Come See the Paradise, donde narra las peripecias de un estadounidense y su familia japonesa en plena Segunda Guerra Mundial.  Luego protagonizó la comedia Undercover Blues 1993 en la que él y Kathleen Turner interpretaban a un matrimonio de espías, ese mismo año trabajo con James Caan y nuevamente con Meg Ryan en el drama de suspense Flesh and Bone. Gene Hackman y Kevin Costner fueron sus compañeros de reparto en el western Wyatt Earp (1994) donde interpretó a Doc Holliday, y en 1995 trabajó con Julia Roberts en Something to Talk About. En 1996 llegó a los cines la película de fantasía dirigida por Rob Cohen, Dragonheart, en la que compartía pantalla con un dragón. A finales de los años 90 apareció en el film producido por Oliver Stone, Savior (1998) y  la comedia familiar The Parent Trap (1998), formó parte del reparto de la comedia coral Jugando con el corazón (1998) y actuó a las órdenes de Oliver Stone en el drama deportivo Any Given Sunday (1999) con un elenco de lujo: Al Pacino, Cameron Diaz, Jamie Foxx, James Woods, entre otros grandes actores.
En el año 2000 ganó el Premio del Sindicato de Actores al mejor reparto por el drama Traffic, dirigido por Steven Soderbergh. También este mismo año interpretó al padre de James Caviezel en Frequency.
En 2002 fue candidato al Globo de Oro y al Premio del Sindicato de Actores -como mejor actor de reparto- por su interpretación en Far From Heaven, donde hizo de un homosexual en los años 50, casado con el personaje interpretado por Julianne Moore. Peter Travers señaló para Rolling Stone que: "Moore y Quaid realizan las mejores interpretaciones de sus carreras". En 2004 participó en la versión de The Alamo y en el éxito de taquilla sobre el cambio climático dirigido por Roland Emmerich, The Day After Tomorrow, convirtiéndose, hasta la fecha, en el filme más exitoso de su carrera con 544 millones de dólares recaudados internacionalmente.
Más tarde llegarían los remakes de El vuelo del Fénix (2004) y Míos, tuyos y nuestros (2005), junto a Rene Russo y bajo la batuta de Raja Gosnell. En 2008 rodó en la ciudad española de Salamanca Vantage Point, en la que daba vida a un guardaespaldas del presidente de los Estados Unidos. En 2009 llegó a los cines la cinta dirigida por Stephen Sommers G. I. Joe: The Rise of Cobra. Por su actuación de Bill Clinton en el telefilme The Special Relationship fue candidato nuevamente al Globo de Oro y al Premio del Sindicato de Actores -como mejor actor de miniserie o telefilme-, y recibió su primera candidatura al Premio Emmy en la misma categoría anteriormente citada. La prensa cinematográfica describió la producción televisiva como "inmensamente entretenida, pero la mayor sorpresa es el Clinton al que da vida Quaid, va mucho más allá del encanto". En 2011 fueron estrenados el drama Soul Surfer, con Helen Hunt, y el remake de Footloose.

## Vida privada
Contrajo matrimonio con la actriz P. J. Soles en 1978, divorciándose en 1983.
Posteriormente, a raíz del rodaje de Innerspace, inició una relación con la actriz Meg Ryan en 1987, resultando en matrimonio en 1991. Con Ryan tuvo un hijo, Jack Henry Quaid. En 2001 se separaron debido a los rumores, posteriormente confirmados, de una relación entre Ryan y su compañero de reparto en Proof of Life, Russell Crowe. Esta situación sumió a Quaid en una destructiva depresión y en la adicción a las drogas de la que solo se pudo recuperar bajo tratamiento médico.
En 2004 el actor inició un nuevo matrimonio con una corredora de propiedades, Kimberly Kathryn Buffington, a quien conoció producto de las actuaciones de su banda y con quien fue padre de mellizos en 2008, de nombre Thomas Boone y Zoe Grace, nacidos en California.Quaid y Buffington tuvieron un quiebre en 2012 y finalmente pusieron fin de modo amistoso a su matrimonio en junio de 2016 tras 12 años de relación conyugal. Mantuvo una relación con la modelo franco canadiense Santa Auzina desde 2016 y finalizaron en enero de 2019.
En junio de 2020, a sus 66 años contrajo matrimonio con la licenciada en negocios Laura Savoie de 27 años.
Tuvo problemas con las drogas, siendo adicto a la cocaína desde 1989. Quaid ha declarado en numerosas ocasiones que "el tratamiento y la recuperación fueron muy difíciles". En la década de los 90 tuvo un trastorno alimenticio (anorexia), que lo llevó a pesar en torno a 40 kg, aunque se recuperó gracias a numerosos tratamientos.
Tiene la licencia de piloto de aviación, capacitado para pilotar una Cessna Citation, algo que realiza habitualmente hasta su residencia de Montana.
También es cantante ocasional, en su propia banda apodada "Dennis Quaid and the Sharks".

## Filmografía

### Cine
| Año  | Título original                          | Título en España                                 | Personaje                           | Ref(s) |
| ---- | ---------------------------------------- | ------------------------------------------------ | ----------------------------------- | ------ |
| 1975 | Crazy Mama                               | Crazy Mama                                       | Bellhop (Desacreditado)             |        |
| 1977 | I Never Promised You a Rose Garden       | Nunca te prometí un jardín de rosas              | Shark                               |        |
| 1977 | September 30, 1955                       | September 30, 1955                               | Frank                               |        |
| 1978 | Our Winning Season                       | Our Winning Season                               | Paul Morelli                        |        |
| 1978 | The Seniors                              | The Seniors                                      | Alan                                |        |
| 1979 | Breaking Away                            | El relevo                                        | Mike                                |        |
| 1980 | The Long Riders                          | Forájidos de leyenda                             | Ed Miller                           |        |
| 1980 | Gorp                                     | Gorp                                             | Mad Grossman                        |        |
| 1981 | All Night Long                           | Hasta que la noche acabe                         | Freddie Dupler                      |        |
| 1981 | Caveman                                  | El cavernícola                                   | Lar                                 |        |
| 1981 | The Night the Lights Went Out in Georgia | La noche en que se apagaron las luces en Georgia | Travis Child                        |        |
| 1981 | Stripes                                  | El pelotón chiflado                              | Extra en la ceremonia de graduación | [ 22 ] |
| 1983 | Tough Enough                             | El hombre más duro                               | Art Long                            |        |
| 1983 | Jaws 3-D                                 | Tiburón 3                                        | Michael "Mike" Brody                |        |
| 1983 | The Right Stuff                          | Elegidos para la gloria                          | Gordon Cooper                       |        |
| 1984 | Dreamscape                               | La gran huída                                    | Alex Gardner                        |        |
| 1985 | Enemy Mine                               | Enemigo mío                                      | Willis Davidge                      |        |
| 1987 | The Big Easy                             | Querido detective                                | Remy McSwain                        |        |
| 1987 | Innerspace                               | El chip prodigioso                               | Tuck Pendleton                      |        |
| 1987 | Suspect                                  | Sospechoso                                       | Eddie Sanger                        |        |
| 1988 | D.O.A.                                   | Muerto al llegar                                 | Dexter Cornell                      |        |
| 1988 | Everybody's All-American                 | Cuando me enamoro                                | Gavin Grey                          |        |
| 1989 | Great Balls of Fire!                     | Gran bola de fuego                               | Jerry Lee Lewis                     |        |
| 1990 | Come See the Paradise                    | Bienvenido al Paraíso                            | Jack McGurn                         |        |
| 1990 | Postcards from the Edge                  | Postales desde el filo                           | Jack Faulkner                       |        |
| 1993 | Wilder Napalm                            | Fuego salvaje                                    | Wallace Foudroyant/Biff the Clown   |        |
| 1993 | Undercover Blues                         | Cuidado con la familia Blue                      | Jefferson "Jeff" Blue               |        |
| 1993 | Flesh and Bone                           | Como uña y carne                                 | Arlis Sweeney                       |        |
| 1994 | A Century of Cinema (Documental)         | Un siglo de cine                                 | él mismo                            |        |
| 1994 | Wyatt Earp                               | Wyatt Earp                                       | Doc Holliday                        |        |
| 1995 | Something to Talk About                  | Something to Talk About                          | Eddie Bichon                        |        |
| 1996 | Dragonheart                              | Corazón de dragón                                | Bowen                               |        |
| 1997 | Gang Related                             | La sombra de los culpables                       | Joe Doe/William                     |        |
| 1997 | Switchback                               | Secuestro                                        | Frank LaCrosse                      |        |
| 1998 | The Parent Trap                          | Tú a Londres y yo a California                   | Nicholas "Nick" Parker              |        |
| 1998 | Savior                                   | Savior                                           | Joshua Rose/Guy                     |        |
| 1998 | Playing by Heart                         | Jugando con el corazón                           | Hugh                                |        |
| 1999 | Any Given Sunday                         | Un domingo cualquiera                            | Jack "Cap" Rooney                   |        |
| 2000 | Frequency                                | Frequency                                        | Frank Sullivan                      |        |
| 2000 | Traffic                                  | Traffic                                          | Arnie Metzger                       |        |
| 2002 | The Rookie                               | El novato                                        | Jim Morris                          |        |
| 2002 | Far from Heaven                          | Lejos del cielo                                  | Frank Whitaker                      |        |
| 2003 | Cold Creek Manor                         | La casa                                          | Cooper Tilson                       |        |
| 2004 | The Alamo                                | El Álamo                                         | Sam Houston                         |        |
| 2004 | The Day After Tomorrow                   | El día del mañana                                | Jack Hall                           |        |
| 2004 | In Good Company                          | Algo más que un jefe                             | Dan Foreman                         |        |
| 2004 | Flight of the Phoenix                    | El vuelo del Fénix                               | Frank Towns                         |        |
| 2005 | Yours, Mine & Ours                       | Tuyos, míos, nuestros                            | Frank Beardsley, USCG               |        |
| 2006 | American Dreamz                          | Salto a la fama                                  | President Joseph Staton             |        |
| 2007 | Battle for Terra                         | Objetivo: Terrum                                 | Roven                               |        |
| 2008 | Vantage Point                            | Vantage Point                                    | Thomas Barnes                       |        |
| 2008 | Smart People                             | Gente inteligente                                | Lawrence Wetherhold                 |        |
| 2008 | Express: The Ernie Davis Story           | El expresso de Elmira                            | Ben Schwartzwalder                  |        |
| 2009 | Horsemen                                 | Los jinetes del Apocalipsis                      | Aidan Breslin                       |        |
| 2009 | G.I. Joe: The Rise of Cobra              | G.I. Joe                                         | General Clayton M. Abernathy / Hawk |        |
| 2009 | Pandorum                                 | Pandorum                                         | Payton                              |        |
| 2010 | Legion                                   | Legión                                           | Bob Hanson                          |        |
| 2011 | Soul Surfer                              | Desafío sobre olas                               | Tom Hamilton                        |        |
| 2011 | Footloose                                | Footloose                                        | Rev. Shaw Moore                     |        |
| 2012 | Beneath the Darkness                     | Beneath the Darkness                             | Vaughn Ely                          |        |
| 2012 | What to Expect When You're Expecting     | What to Expect When You're Expecting             | Ramsey                              |        |
| 2012 | The Words                                | El ladrón de palabras                            | Clay Hammond                        |        |
| 2012 | Playing for Keeps                        | Un buen partido                                  | Carl King                           |        |
| 2012 | At Any Price                             | At Any Price                                     | Henry Whipple                       |        |
| 2013 | Movie 43 (Segmento"The Pitch")           | Proyecto 43                                      | Charlie Wessler                     |        |
| 2015 | Truth                                    | La verdad                                        | Col. Roger Charles                  |        |
| 2017 | A Dog's Purpose                          | Tu mejor amigo                                   | Ethan Montgomery                    |        |
| 2018 | I Can Only Imagine                       | La canción de mi padre                           | Arthur Millard                      |        |
| 2018 | Kin                                      | El legado                                        | Hal Solinski                        |        |
| 2018 | The Pretenders                           | Pretenders                                       | Joe                                 |        |
| 2019 | The Intruder                             | El intruso                                       | Charlie Peck                        |        |
| 2019 | A Dog's Journey                          | Tu mejor amigo: Un nuevo viaje                   | Ethan Montgomery                    | [ 23 ] |
| 2019 | Midway                                   | Midway: Batalla en el Pacífico                   | William "Bull" Halsey               |        |
| 2021 | Born a Champion                          | Nacido campeón                                   | Mason                               |        |
| 2021 | Blue Miracle                             | Milagro azul                                     | Capitán Wade Malloy                 |        |
| 2021 | American Underdog                        | American Underdog                                | Dick Vermeil                        |        |
| 2022 | The Tiger Rising                         | Despierta, tigre                                 | Beauchamp                           |        |
| 2022 | Strange World                            | Mundo Extraño                                    | Jaeger Clade                        | [ 24 ] |
| 2023 | The Long Game                            | The Long Game                                    | Frank Mitchell                      | [ 25 ] |
| 2023 | On a Wing and a Prayer                   | Vuelo al límite                                  | Doug White                          | [ 26 ] |
| 2023 | Strays                                   | Vida perra                                       | él mismo                            |        |
| 2023 | The Hill                                 | El viaje de Rickey Hill                          | James Hill                          | [ 27 ] |
| 2024 | Reagan                                   | Reagan                                           | Presidente Ronald Reagan            | [ 28 ] |
| 2024 | The Substance                            | La Sustancia                                     | Harvey                              |        |
| 2025 | Broke                                    |                                                  |                                     | [ 29 ] |

### Televisión
| Año       | Título original                                  | Rol                | Notas                                        | Ref(s) |
| --------- | ------------------------------------------------ | ------------------ | -------------------------------------------- | ------ |
| 1977      | Baretta                                          | Scott Martin       | Episodio: "The Sky Is Falling"               |        |
| 1978      | Are You in the House Alone?                      | Phil Lawver        | Película para TV                             |        |
| 1979      | Amateur Night at the Dixie Bar and Grill         | Roy                | Película para TV                             |        |
| 1981      | Bill                                             | Barry Morrow       | Película para TV                             |        |
| 1982      | Johnny Belinda                                   | Kyle Hager         | Película para TV                             |        |
| 1983      | Bill: On His Own                                 | Barry Morrow       | Película para TV                             |        |
| 1997      | Sesame Street: Kids' Guide to Life video series  | Uncle Tommy        | Capítulo: "Telling the Truth"                |        |
| 1998      | Everything that Rises                            | Jim Clay           | Película para TV, también director           |        |
| 2001      | Dinner with Friends                              | Gabe               | Película para TV                             |        |
| 2009      | SpongeBob SquarePants                            | Abuelo Redbeard    | Voice role; Episode: "Grandpappy the Pirate" |        |
| 2010      | The Special Relationship                         | Bill Clinton       | Película para TV                             |        |
| 2010      | Chasing Zero: Winning the War on Healthcare Harm | Self/narrator      | Documental                                   |        |
| 2012–2013 | Vegas                                            | Sheriff Ralph Lamb | 21 episodios; también productor ejecutivo    |        |
| 2015      | Inside Amy Schumer                               | Chief / Judge      | 2 episodios                                  |        |
| 2015      | Drunk History                                    | Lucky Luciano      | Episodio: "Las Vegas"                        |        |
| 2015–2016 | The Art of More                                  | Samuel Brukner     | 20 episodios                                 |        |
| 2017      | Workaholics                                      | Ted Murphy         | Episode: "Weed the People"                   |        |
| 2017      | Fortitude                                        | Michael Lennox     | 10 episodios                                 |        |
| 2019      | Goliath                                          | Wade Blackwood     | Serie de Amazon, Temporada 3                 |        |
| 2019      | Merry Happy Whatever                             | Don Quinn          | Rol secundario                               |        |
| 2023      | Full Circle                                      | Jeff               | Miniseries                                   |        |
| 2023      | Lawmen: Bass Reeves                              | Sherrill Lynn      | Protagonista                                 |        |

### Teatro
| Año  | Título    | Rol    | Dramaturgo  | Evento                            | Ref(s) |
| ---- | --------- | ------ | ----------- | --------------------------------- | ------ |
| 1983 | True West | Austin | Sam Shepard | Cherry Lane Theatre, Off-Broadway | [ 30 ] |

## Premios
Globos de Oro
| Año  | Categoría                            | Película                 | Resultado |
| ---- | ------------------------------------ | ------------------------ | --------- |
| 2011 | Mejor actor de miniserie o telefilme | The Special Relationship | Candidato |
| 2003 | Mejor actor de reparto               | Far from Heaven          | Candidato |

Premios Emmy
| Año  | Categoría                            | Película                 | Resultado |
| ---- | ------------------------------------ | ------------------------ | --------- |
| 2010 | Mejor actor de miniserie o telefilme | The Special Relationship | Candidato |

Premios del Sindicato de Actores
| Año  | Categoría                            | Película                 | Resultado |
| ---- | ------------------------------------ | ------------------------ | --------- |
| 2011 | Mejor actor de miniserie o telefilme | The Special Relationship | Candidato |
| 2003 | Mejor actor de reparto               | Far from Heaven          | Candidato |